# 紅笛鯛
紅笛鯛（学名：Lutjanus sanguineus）為笛鯛科笛鯛屬的其中一種。亦称「 红鱼 」，体延长，侧扁。长 30 ~ 40 厘米。鲜红色，腹部稍浅。吻钝尖，口大，体被栉鳞。
分布於西印度洋區，從紅海、東非至阿拉伯海海域，棲息深度9-100公尺，生活在珊瑚礁、岩礁海域，屬肉食性，以 虾、蟹、乌贼和小鱼为食。可做為食用魚、遊釣魚及觀賞魚。
中国产区为 南海 和 东海南部，为经济鱼类。

## 擴展閱讀
維基物種上的相關：紅笛鯛